# Pseudoakantohyfida
Pseudoakantohyfidy (łac. pseudoacanthohyphidia) – rodzaj strzępek występujących w hymenium u niektórych grzybów. Są jednym z rodzajów hyfid. Dawniej nazywane były akantofizami (acanthophyses), obecnie to określenie uważa się za nieprawidłowe.
Pseudoakantohyfidy to cienkościenne, o maczugowatym lub cylindrycznym kształcie elementy posiadające na wierzchołku najczęściej od 2 do 5, rzadziej do 10 wyrostków (kończyków). 
Występowanie pseudoakantohyfid i ich morfologia ma znaczenie przy mikroskopowym oznaczaniu niektórych gatunków grzybów.